# سفیدان عتیق
سفیدان عتیق، روستایی از توابع بخش مرکزی شهرستان تبریز در استان آذربایجان شرقی ایران است.

## جمعیت
این روستا در دهستان اسپران قرار دارد و براساس سرشماری مرکز آمار ایران در سال ۱۳۸۵، جمعیت آن ۲۵۱ نفر (۵۱خانوار) بوده‌است.